# Kannad
Kannad é uma cidade  no distrito de Aurangabad, no estado indiano de Maharashtra.

## Geografia
Kannad está localizada a 20° 16′ N, 75° 08′ L. Tem uma altitude média de 633 metros (2076 pés).

## Demografia
Segundo o censo de 2001, Kannad tinha uma população de 34,408 habitantes. Os indivíduos do sexo masculino constituem 52% da população e os do sexo feminino 48%. Kannad tem uma taxa de literacia de 69%, superior à média nacional de 59.5%: a literacia no sexo masculino é de 76% e no sexo feminino é de 61%. Em Kannad, 15% da população está abaixo dos 6 anos de idade.